# Maximilian O’Donell von Tyrconell

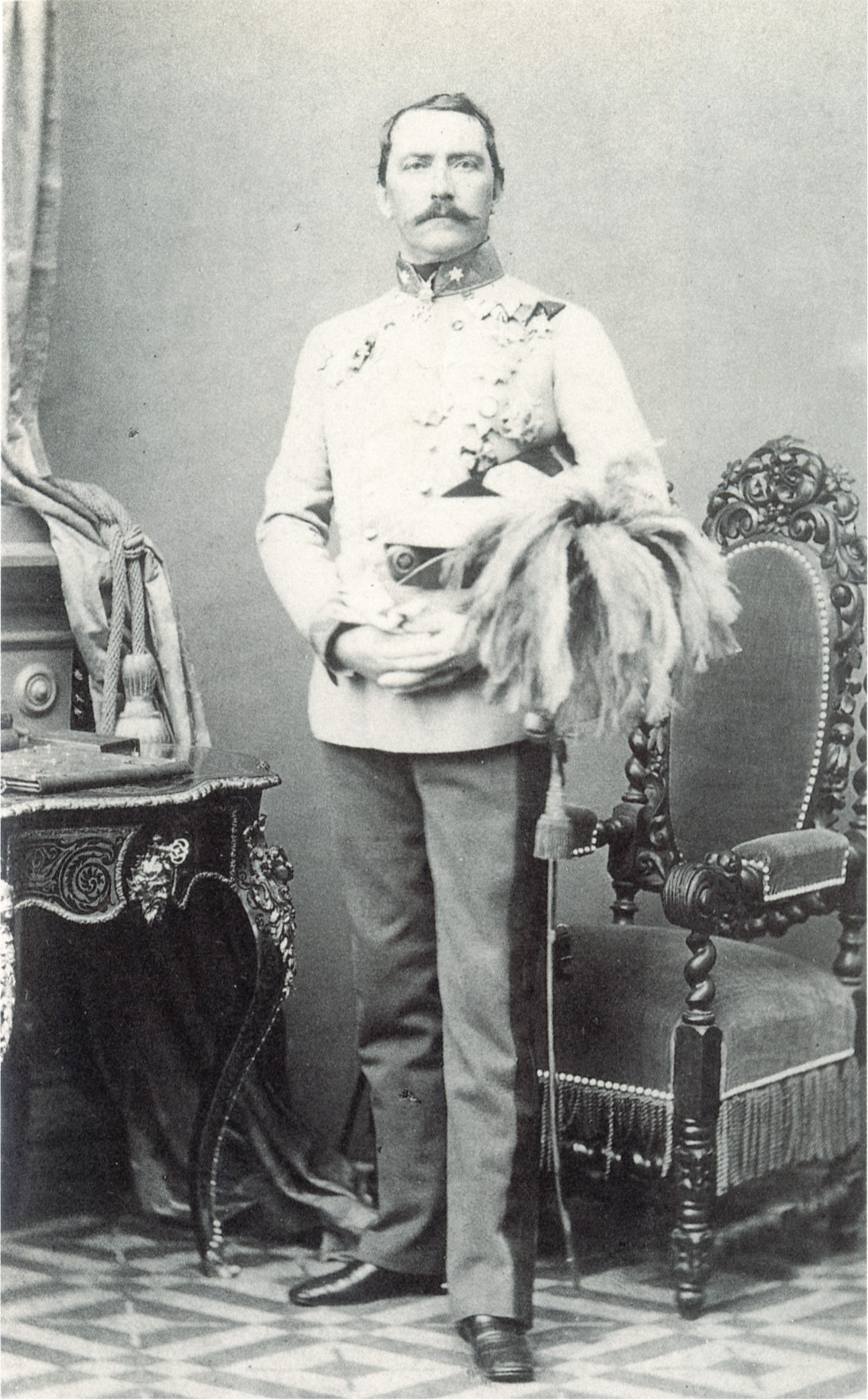
Maximilian Karl Lamoral O’Donnell, Fotografie von Ludwig Angerer 1860

Maximilian Karl Lamoral Graf O’Donell von Tyrconell (* 29. Oktober 1812 in Wien; † 14. Juli 1895 in Salzburg) war k. k. Kämmerer und Feldmarschallleutnant.
Seine Eltern waren der k. k. Feldmarschallleutnant Moritz O’Donnell von Tyrconell (1780–1843) und dessen Ehefrau Prinzessin Christine von Ligne (1786–1867).
1830 trat er in die österreichische Armee ein und stieg bis zum Obersten empor. 1848 focht er in Italien, 1849 in Ungarn und wurde dann Flügeladjutant des Kaisers Franz Joseph. Durch seine Geistesgegenwart rettete er am 18. Februar 1853 das Leben des Kaisers bei dem Attentat durch den Schneidergesellen János Libényi und durfte sich dafür neben dem Salzburger Mirabellgarten eine Villa erbauen. Im Sommer 1859 trat er in den Ruhestand, blieb aber Flügeladjutant.
Er verstarb in seiner Villa am Mirabellplatz und wurde am Salzburger Kommunalfriedhof beerdigt. Die Grabstätte existiert jedoch nicht mehr.
In der Gedenkstätte Heldenberg bei Kleinwetzdorf in Niederösterreich ist O’Donell wegen seiner Heldentat, der Errettung des Kaisers, mit einer Büste an einem besonderen Ehrenplatz verewigt, gleich neben der Büste des Josef Ettenreich, eines Wiener Fleischhauers, der als zufällig anwesender Passant maßgeblich an der Überwältigung des Attentäters beteiligt war.
Der Graf heiratete am 14. April 1860 Franziska Wagner (* 25. Mai 1828). Die Ehe blieb kinderlos.